# اوتای مسا (سن‌دیگو)
اوتای مسا (به انگلیسی: Otay Mesa) یک منطقهٔ مسکونی در ایالات متحده آمریکا است که در سن دیگو واقع شده‌است.